# Документоориентированная СУБД
Документоориентированная СУБД (англ. document-oriented database) — СУБД, специально предназначенная для хранения иерархических структур данных (документов) и обычно реализуемая с помощью подхода NoSQL. В основе документоориентированных СУБД лежат документные хранилища (англ. document store), имеющие структуру дерева (иногда леса). Структура дерева начинается с корневого узла и может содержать несколько внутренних и листовых узлов. Листовые узлы содержат данные, которые при добавлении документа заносятся в индексы, что позволяет даже при достаточно сложной структуре находить место (путь) искомых данных. API для поиска позволяет находить по запросу документы и части документов. В отличие от хранилищ типа ключ-значение, выборка по запросу к документному хранилищу может содержать части большого количества документов без полной загрузки этих документов в оперативную память.
Документы могут быть организованы (сгруппированы) в коллекции. Их можно считать отдалённым аналогом таблиц реляционных СУБД, но коллекции могут содержать другие коллекции. Хотя документы коллекции могут быть произвольными, для более эффективного индексирования лучше объединять в коллекцию документы с похожей структурой.
Документоориентированные базы данных применяются в системах управления содержимым, издательском деле, документальном поиске и т. п. Примеры СУБД данного типа — CouchDB, Couchbase, MarkLogic, MongoDB, eXist.